# Nambuangongo
Nambuangongo és un municipi d'Angola que forma part de la província de Bengo. Té una superfície de 5.604 km² i una població de 110.831 habitants. La seu és a la vila de Muxaluando. Limita al nord amb el municipi d'Ambuíla, a l'est amb el de Quitexe, al sud amb Dembos i a l'oest amb els d'Ambriz i Dande.

## Subdivisions
Nambuangongo comprèn les comunes de:
- Cage Mazumbo (o Kage)
- Canacassala (o Kanacassala)
- Gombe
- Quicunzo
- Quixico
- Muxiluando
- Zala

Hi va tenir lloc un dels episodis més notables de guerra colonial, ja que allí s'hi va formar el FLNA quan fou reconquerida pel comandant portuguès Armando Maçanita el 1961.